# 이허좡역
이허좡역(중국어: 义和庄站)은 중국 베이징시 다싱구 린샤오루 가도 신위안 대가·싱화 대가 교차로에 위치한 베이징 지하철 다싱선 다싱선의 지하철역이다.

## 위치
이허좡역은 남북으로 이어지는 신위안 대가(新源大街)에 위치한다.

## 역 구조

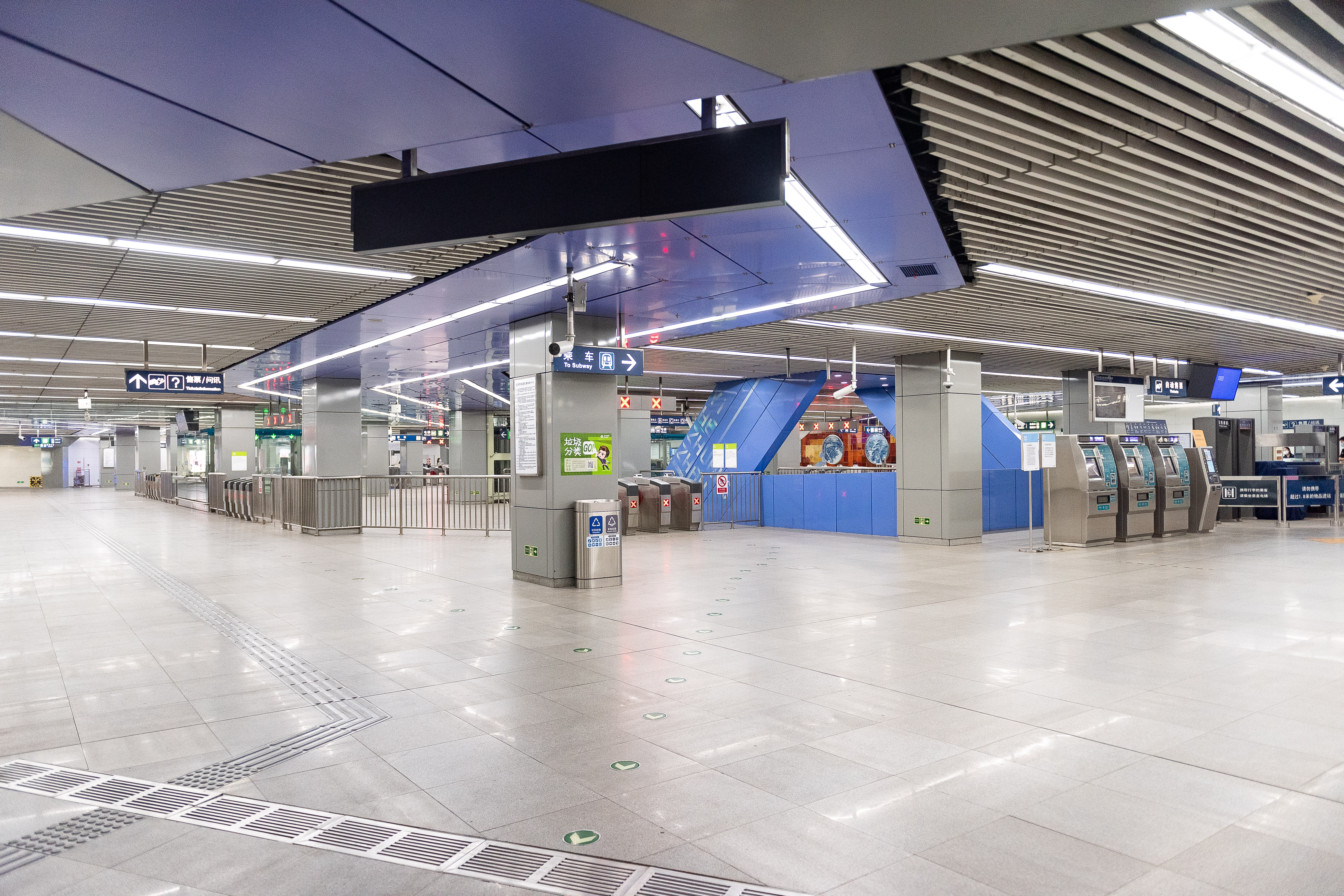
이허좡역 대합실

본 역은 섬식 승강장 구조의 지하역으로, 출입구는 4개이다 : A(북서), B(북동), C(남동), D(남서). 역 내 장식 테마는 "희망승등《希望升腾》"으로, 도판과 청화백자 스타일로 장식되어 있다. 승강장 남쪽 끝에 건넘선이 있다.

### 층별 구조
| 지면층             | 지면                            | A-D출입구                                  |
| 지하 1층 대합실 층 | 대합실                          | 고객센터, 자동 발매기, 출입 게이트         |
| 지하 2층 승강장 층 | ←                               | ■ 다싱선 안허차오 북 (4호선) 방면 (황춘역) |
| 지하 2층 승강장 층 | 섬식 승강장, 왼쪽 출입문이 열림 |                                            |
| 지하 2층 승강장 층 | →                               | ■ 다싱선 톈궁위안 방면 (생물의약기지)      |

## 출입구
|                         |                                            |           |      |             |  |
| 출구                    | 지시                                       | 출구 인근 | 사진 | 무장애 시설 |  |
| 出口 · A                | 신위안 대가(新源大街), 싱화 대가(兴华大街) |           |      | 빈칸        |  |
| 出口 · B                | 신위안 대가(新源大街), 싱화 대가(兴华大街) |           |      |             |  |
| 出口 · C                | 신위안 대가(新源大街), 싱화 대가(兴华大街) |           |      | 빈칸        |  |
| 出口 · D                | 신위안 대가(新源大街), 싱화 대가(兴华大街) |           |      | 빈칸        |  |
| 아이콘 설명: 엘리베이터 |                                            |           |      |             |  |